# Pygolabis paraburdoo
Pygolabis paraburdoo är en kräftdjursart som beskrevs av Keanle och Wilson 2006. Pygolabis paraburdoo ingår i släktet Pygolabis och familjen Tainisopidae. Inga underarter finns listade i Catalogue of Life.